# Victor Julien-Laferrière
Pour les articles homonymes, voir Julien-Laferrière.
Victor Julien-Laferrière, né en 1990 à Paris, est un violoncelliste français, premier prix du Concours musical international Reine Élisabeth de Belgique en 2017.

## Biographie
Vainqueur du 1er prix au concours Reine Elisabeth à Bruxelles en 2017, Victor Julien-Laferrière obtient également en 2012 le 1er prix au Concours international du Printemps de Prague et la Victoires de la musique classique 2018 dans la catégorie « Soliste instrumental de l'année ».
Il commence le violoncelle avec René Benedetti puis étudie avec Roland Pidoux au CNSMDP, Heinrich Schiff à l’Université de Vienne et Clemens Hagen au Mozarteum de Salzbourg. Parallèlement, il prend part de 2005 à 2011 à l’International Music Academy Switzerland de Seiji Ozawa.
Parmi les rendez-vous importants de son actualité avec orchestre, Victor Julien-Laferrière a entre autres l’occasion de jouer avec le Royal Concertgebouw Orchestra/V. Gergiev, Orchestre Symphonique du Québec/E. Gullberg Jensen, Orchestre National de France/K.Poska, Orchestre du Capitole de Toulouse/T. Sokhiev à la Philharmonie de Paris, Orchestre national de Belgique/R. González-Monjas, Les Siècles/F.X. Roth, Antwerp Symphony Orchestra/Jun Märkl, Orchestre philharmonique de Strasbourg/H. Pishkar, Orchestre des Jeunes de l’Abbaye de Saintes/Philippe Herreweghe, et a eu l’occasion de se produire la saison dernière avec le RTÉ Orchestra Dublin/N. Stutzmann, Brussels Philharmonic Orchestra/J. Rozen/S. Denève, Nordwestdeutsche Philharmonie/Y. Abel, Orchestre de Chambre de Lausanne/J. Weilerstein, I Pomeriggi Musicali de Milan/Y. Kumehara, Netherlands Philharmonic Orchestra/A. Joel, Orquesta Sinfónica Nacional de Colombia/O. Grangean, etc.
Il est par ailleurs l’invité en récital et musique de chambre, du Concertgebouw d’Amsterdam, Philharmonie de Paris, CelloBiennale d’Amsterdam, Chapelle Musicale Reine Elisabeth, Philharmonie d’Essen, Théâtre des Champs-Elysées, Louisiana Museum de Copenhague, Schubertiade Hohenems, Fondation Louis Vuitton, KKL de Lucerne, Tonhalle de Zurich, Palais des Beaux-Arts à Bruxelles, Phillips Collection à Washington, des festivals du Printemps de Prague, Mecklenburg-Vorpommern, Gstaad, Brussels Cello Festival, Klavier Festival Ruhr, Rheingau Musik Festival, des Folles Journées de Nantes et Tokyo, International de violoncelle de Beauvais, du festival de Pâques d'Aix-en-Provence.
Il obtient le Diapason d'or de l’année 2017 pour son enregistrement avec le pianiste Adam Laloum[réf. nécessaire]. 
En janvier 2019 (Mirare), il a fait paraître un album Schubert avec le Trio Les Esprits (Sony Music). A l’automne 2019 parait un disque Rachmaninov/Chostakovitch/Denisov avec le pianiste Jonas Vitaud (Alpha Classics).
En mai 2023, avec l'Orchestre national de France, Victor Julien-Laferrière sort un disque consacré à deux concertos pour violoncelle et orchestre : Tout un monde lointain (Henri Dutilleux) et, en une version révisée et création mondiale, Outscape (œuvre écrite en 2015 par Pascal Dusapin). L'orchestre est respectivement dirigé par David Robertson et Kristina Poska. Le CD est sorti chez Alpha Classics
Victor Julien-Laferrière développe en parallèle une activité de direction d’orchestre, à travers des collaborations en tant que chef d’orchestre et en joué-dirigé, avec l’Orchestre national d’Ile de France, l’Orchestre de l’Opéra de Rouen, l’Orchestre des Amis de Brahms, etc.
Victor Julien-Laferrière joue un violoncelle Domenico Montagnana, propriété de Joséphine et Xavier Moreno, et un archet Dominique Peccatte.